# Нагайцев Олександр Сергійович
Олександр Сергійович Нагайцев (рос. Александр Сергеевич Нагайцев; 24 вересня 1984, м. Москва, СРСР) — російський хокеїст, захисник. Виступає за ХК «Рязань» у Вищій хокейній лізі. 
Вихованець хокейної школи «Крила Рад» (Москва). Виступав за: «Капітан» (Ступіно), ХК «Бєлгород», ХК «Рязань».